# Помол
Помол је насељено мјесто у општини Милићи, Република Српска, БиХ. Према попису становништва из 1991. у насељу је живјело 459 становника.

## Историја
Српска војска и четници су овде водили борбе у септембру 1914, палима је подигнута костурница 1938.

## Становништво
| Демографија | Демографија | Демографија |
| Година      | Становника  | Становника  |
| ----------- | ----------- | ----------- |